# روبی کیلر
روبی کیلر (انگلیسی: Ruby Keeler؛ ۲۵ اوت ۱۹۱۰ – ۲۸ فوریهٔ ۱۹۹۳) یک هنرپیشه، خواننده، و رقصنده اهل ایالات متحده آمریکا بود. وی بین سال‌های ۱۹۲۳ تا ۱۹۸۹ میلادی فعالیت می‌کرد.

## فیلم‌شناسی
از فیلم‌ها یا برنامه‌های تلویزیونی که وی در آن نقش داشته است می‌توان به خیابان ۴۲، جشن فوتلایت، راه لاس زدن اشاره کرد.